# Hushakert
Hushakert (in armeno Հուշակերտ?, fino al 1968 Shah-Varut) è un comune dell'Armenia di 1 046 abitanti (2009) della provincia di Armavir.